# VIXX/Videos
Dies ist eine Übersicht der Videos der südkoreanischen Boygroup VIXX und ihrer Subgruppe VIXX LR, die bei Jellyfish Entertainment unter Vertrag stehen. Sie erfasst bisher 17 Musikvideos, zwei Videoalben und zwei Staffeln ihrer eigenen Youtube-Reality-Show VIXX TV.

## Web-Serie

### VIXX TV
VIXX TV ist eine Youtube-Reality-Serie, die die Mitglieder von VIXX bei verschiedenen Aktivitäten begleitet. Oft zeigt es auch Backstage-Material oder VIXX teilt ihren Fans Neuigkeiten und Informationen über sie mit. Die Episoden werden auf dem offiziellen VIXX Youtube Channel mit englischem Untertitel hochgeladen. Die erste Staffel von VIXX TV (stilistisch VIXX TV1) besteht aus hundert Episoden mit variierender Länge. Die Staffel lief vom 16. Juni 2016 bis zum 27. Mai 2014. Die zweite Staffel VIXX TV (stilistisch VIXX TV2) begann am 17. September 2014.

## Videos

### Musikvideos
| Jahr       | Lied                               | Andere Versionen                      | Regisseur              | Anmerkung                                        | EN.           |
| Koreanisch | Koreanisch                         | Koreanisch                            | Koreanisch             | Koreanisch                                       | Koreanisch    |
| ---------- | ---------------------------------- | ------------------------------------- | ---------------------- | ------------------------------------------------ | ------------- |
| 2012       | "Super Hero"                       |                                       | Hong Won-ki (Zanybros) | Debüt-Single                                     | [ 2 ]         |
| 2012       | "Rock Ur Body"                     |                                       | Hong Won-ki (Zanybros) | Gast Auftritt von Dasom (SISTAR)                 | [ 3 ]         |
| 2013       | "On and On"                        |                                       | Song Won Young         |                                                  | [ 4 ]         |
| 2013       | "Hyde"                             |                                       | Hong Won-ki (Zanybros) |                                                  | [ 5 ]         |
| 2013       | "G.R.8.U"                          |                                       | Hong Won-ki (Zanybros) |                                                  | [ 6 ]         |
| 2013       | "Girls, Why?"                      |                                       | Hong Won-ki (Zanybros) | Kollaboration mit OKDAL                          | [ 7 ]         |
| 2013       | "Only U"                           |                                       | Hong Won-ki (Zanybros) |                                                  | [ 8 ]         |
| 2013       | "Voodoo Doll"                      | - zensierte Version                   | Hong Won-ki (Zanybros) |                                                  | [ 9 ] [ 10 ]  |
| 2014       | "Thank You for Being Born"         |                                       | keine Angaben          | Montage                                          | [ 11 ]        |
| 2014       | "Eternity"                         | - Tanz Version                        | Hong Won-ki (Zanybros) |                                                  | [ 12 ] [ 13 ] |
| 2014       | "Error"                            | - Gesangs & Tanz Version              | Hong Won-ki (Zanybros) | Gast Auftritt von Youngji von (Kara)             | [ 14 ] [ 15 ] |
| 2015       | "Chained Up"                       |                                       | GDW                    |                                                  | [ 16 ]        |
| 2015       | "Love Equation"                    |                                       | LUMPENS                | Special Single Album                             | [ 17 ]        |
| 2015       | "Beautiful Liar"                   |                                       | Hwang Sue Ah           | Debüt-Single von VIXX LR, VIXX's erste Subgruppe | [ 18 ]        |
| 2016       | "Dynamite"                         |                                       | VM Project / FLIPEVIL  | Gast Auftritt von Nayoung (Gugudan)              | [ 20 ]        |
| 2016       | "Fantasy"                          | - Performance Version - Drama Version | VM Project / FLIPEVIL  | Gast Auftritt von Nayoung (Gugudan)              | [ 21 ]        |
| 2016       | "The Closer"                       |                                       | Shin Hee Won           | Gast Auftritt von Nayoung (Gugudan)              | [ 22 ]        |
| 2016       | "Milky Way"                        |                                       | Bishop                 |                                                  | [ 23 ]        |
| Japanisch  |                                    |                                       |                        |                                                  |               |
| 2014       | "Error" (kurze Version)            |                                       | Hong Won-ki (Zanybros) | Japanische Debüt-Single                          | [ 24 ]        |
| 2015       | "Can't Say" (kurze Version)        |                                       | keine Angaben          |                                                  | [ 25 ]        |
| 2016       | "Depend On Me" (kurze Version)     |                                       | Keine Angaben          |                                                  | [ 26 ]        |
| 2016       | "Hana-Kaze" (花風) (kurze Version) |                                       | keine Angaben          | dritte japanische Single                         |               |
| Chinesisch |                                    |                                       |                        |                                                  |               |
| 2015       | "Destiny Love"                     |                                       | keine Angaben          | Montage                                          | [ 27 ]        |
| 2015       | "Chained Up"                       |                                       | GDW                    |                                                  | [ 28 ]        |

#### Jelly Christmas
Jährliches Jellyfish Entertainment Weihnachts Projekt.
| Jahr | Lied                     | Album                              | Anmerkung                                                           | EN.    |
| ---- | ------------------------ | ---------------------------------- | ------------------------------------------------------------------- | ------ |
| 2012 | "Because It's Christmas" | Jelly Christmas 2012 Heart Project | VIXX mit Sung Si-kyung, Park Hyo-shin, Lee Seok Hoon und Seo In-guk | [ 29 ] |
| 2013 | "Winter Confession"      | 겨울 고백 (Jelly Christmas 2013)   | VIXX mit Sung Si-kyung, Park Hyo-shin, Seo In-guk und Little Sister | [ 30 ] |
| 2015 | "Love In The Air"        | Jelly Christmas 2015 – 4랑         | VIXX mit Seo In-guk, Park Jung-ah, Park Yoon-ha und Kim Gyusun      | [ 31 ] |

### Musikvideo-Auftritte
Vor ihrem Debüt waren N, Leo, Hongbin und Ravi in Brian Joos Musikvideo zu Let This Die zu sehen. Leo, Ravi und N hatten einen Auftritt in Seo In-guks Musikvideo zu Shake It Up. Hongbin hatte in Seo In-guks Musikvideo zu Tease Me einen Auftritt.
Individuelle Auftritte in Musikvideos der Bandmitglieder befinden sich in deren eigenen Artikeln.
| Jahr | Musikvideo                       | Künstler                  | Band Mitglied(er)        | Anmerkung                                       | EN.    |
| ---- | -------------------------------- | ------------------------- | ------------------------ | ----------------------------------------------- | ------ |
| 2011 | Shake It Up                      | Seo In-guk                | N, Leo, und Ravi         | vor dem Debüt                                   | [ 33 ] |
| 2012 | Let This Die                     | Brian Joo                 | N, Leo, und Ravi         | vor dem Debüt                                   | [ 34 ] |
| 2012 | Let This Die (Extended Eng Ver.) | Brian Joo                 | N, Leo, Ravi und Hongbin | vor dem Debüt                                   | [ 35 ] |
| 2012 | Tease Me                         | Seo In-guk                | Hongbin                  | vor dem Debüt                                   | [ 36 ] |
| 2014 | Peppermint Chocolate             | K.Will, MAMAMOO, Wheesung | N und Hongbin            | Tänzer zusammen mit den Mitgliedern von MAMAMOO | [ 37 ] |
| 2014 | Stress Come On                   | Big Byung mit N und Hyuk  | Big Byung mit N und Hyuk | Debüt-Single von Big Byung                      | [ 38 ] |
| 2015 | Ojingeo Doenjang                 | Big Byung mit N und Hyuk  | Big Byung mit N und Hyuk | Big Byungs zweite Single                        | [ 39 ] |

### Videoalben
| Jahr | Album                                  | Anmerkungen                                  |
| ---- | -------------------------------------- | -------------------------------------------- |
| 2014 | VIXX The First Special DVD "VOODOO"    |                                              |
| 2015 | VIXX LIVE FANTASIA UTOPIA in SEOUL DVD | Live-Aufnahme ihres Utopia Konzerts in Seoul |
| 2017 | VIXX LIVE FANTASIA ELYSIUM DVD         |                                              |

## Filmografie
Individuelle Filmografien der Band-Mitglieder befinden sich in deren eigenen Artikeln.

### Reality-Shows
| Jahr | Sender       | Titel                                       | Notes                                                                                          |
| ---- | ------------ | ------------------------------------------- | ---------------------------------------------------------------------------------------------- |
| 2012 | Mnet         | MyDOL                                       | Vor ihrem Debüt (8 Episodes)                                                                   |
| 2012 | SBS MTV      | VIXX’s MTV Diary                            | Erstausstrahlung am 15. Juni. (64 Episodes)                                                    |
| 2013 | SBS MTV      | Plan V Diary                                | Erstausstrahlung am 2. April. (5 Episodes)                                                     |
| 2013 | Mnet Japan   | VIXX File                                   | Wurde 2013 in Japan auf Mnet Japan für 12 Episoden ausgestrahlt.                               |
| 2015 | MBC Music    | VIXX’s One Fine Day                         | Begleitet die Band bei ihrem Urlaub in Jeju-do. (8 Episoden)                                   |
| 2016 | Fuji TV NEXT | Project VIXX ~Invaders from Space~          | Wurde am 31. Januar 2016 in Japan ausgestrahlt.                                                |
| 2016 | Fuji TV NEXT | Project VIXX 2 ~Invaders from Space Return~ | Wurde am 29. Juli 2016 in Japan ausgestrahlt.                                                  |
| 2017 | skyTravel    | ASIA LOVED BY VIXX                          | Begleitet die Band während ihres Urlaubs durch Vietnam. Wurde am 21. Januar 2017 ausgestrahlt. |

### Dramas
| Jahr | Sender | Titel                                   | Band-Mitglieder | Rolle          | Anmerkungen                 |
| ---- | ------ | --------------------------------------- | --------------- | -------------- | --------------------------- |
| 2013 | SBS    | The Heirs – Highschool der Superreichen | Alle            | Als sie selbst | Cameo (Episode 4)           |
| 2014 | SBS    | Glorious Day                            | Leo und Hyuk    | Als sie selbst | Cameo-Auftritt (Episode 43) |

### TV-Shows
| Jahr | Sender     | Titel                                | Mitglieder             | Anmerkungen                     |
| ---- | ---------- | ------------------------------------ | ---------------------- | ------------------------------- |
| 2012 | MBC Music  | All the K-pop                        | N und Hongbin          | Gäste in Episode 7 & 8.         |
| 2013 | MBC Music  | All the K-pop                        | N, Hongbin und Ken     | Gäste in Episode 23, 24, 34, 35 |
| 2013 | MBC Music  | All the K-pop                        | Alle                   | Gäste in Episode 40.            |
| 2013 | Arirang TV | After School Club                    | Alle                   | Gäste in Episode 8 und 35.      |
| 2013 | KBS2       | Global Request Show - A Song For You | Alle                   | Gäste in Episode 6 mit BtoB     |
| 2014 | Arirang TV | After School Club                    | All except Ken         | Guests on Episode 111.          |
| 2014 | MBC Every1 | Hitmaker                             | N und Hyuk             | Teil der Besetzung              |
| 2014 | MBC Every1 | Weekly Idol                          | Alle                   | Gäste in Episode 170.           |
| 2014 | KBS2       | Global Request Show - A Song For You | Alle                   | Gäste in Staffel 3 Episode 18   |
| 2015 | Arirang TV | After School Club                    | VIXX LR (Leo und Ravi) | Gäste in Episode 174.           |
| 2015 | MBC Every1 | Weekly Idol                          | Alle außer Hongbin     | Gäste in Episode 227.           |
| 2015 | MBC Every1 | Hitmaker (Season 2)                  | N und Hyuk             | Teil der Besetzung              |
| 2015 | KBS2       | Global Request Show - A Song For You | VIXX LR (Leo und Ravi) | Gäste in Episode 10. (Season 4) |
| 2016 | JSTV       | Heroes of Remix                      | Alle                   | Kandidaten (Chinesische Show)   |
| 2016 | Arirang TV | After School Club                    | Alle                   | Gäste in Episode 209 und 226.   |